# Maxime Lopez
Maxime Baila Lopez (* 4. Dezember 1997 in Marseille) ist ein französischer Fußballspieler. Der zentrale Mittelfeldspieler steht aktuell beim Paris FC unter Vertrag.

## Karriere

### Verein

#### Karrierebeginn in Frankreich (2003–2021)
Lopez wechselte 2010 vom Burel FC in die Jugend von Olympique Marseille und unterschrieb dort im Juli 2014 seinen ersten Profivertrag. Lopez wurde bereits sehr früh ein vielversprechendes Talent nachgesagt, weshalb er nach einer Aufzählung der britische Tageszeitung The Guardian aus dem Jahr 2014 auch zu den 40 vielversprechendsten Fußballern des Jahrgangs 1997 gehörte. Sein Profidebüt für die 1. Mannschaft von Olympique Marseille gab Lopez am 21. August 2016, als er beim Ligaspiel gegen EA Guingamp in der 60. Spielminute für Bouna Sarr eingewechselt wurde. Am 10. Dezember 2016 erzielte er im Ligaduell gegen FCO Dijon das erste Tor in seiner Profikarriere. Durch seine anhaltend guten Leistungen in seiner Debütsaison stand Lopez immer öfters in der Startelf von Marseille und wurde im Dezember 2016 auch zum Spieler des Monats der Ligue 1 ausgezeichnet. In den folgenden Jahren gehörte Lopez fortan zu den wichtigen Leistungsträgern und Stammspielern von Olympique Marseille. In der Saison 2017/18 erreichte Lopez mit Marseille das Finale der UEFA Europa League, dieses verlor man allerdings deutlich mit 0:3 gegen Atlético Madrid. Insgesamt absolvierte Lopez 150 Pflichtspiele für Olympique Marseille.

#### Zeit in Italien bei Sassuolo und Florenz (2020–2024)
Im Sommer 2020 wechselte Lopez per Leihe mit Kaufoption bzw. Kaufplicht nach Italien zur US Sassuolo Calcio. Erstmals für Sassuolo spielte er im Oktober 2020 beim 3:4-Auswärtssieg in der Serie A gegen den FC Bologna. Sein erstes Tor folgte im November 2020 beim 0:2-Auswärtssieg gegen die SSC Neapel. Auch bei Sassuolo gehörte Lopez auf Anhieb zu den wichtigen Leistungsträgern und war fest in der Startelf der Italiener gesetzt. Im Sommer 2021 wechselte er nach der Leihe fest zu Sassuolo.
Für die Spielzeit 2023/24 wechselte Lopez innerhalb der Serie A per Leihe zur AC Florenz. Während der Leihe absolvierte er wettbewerbsübergreifend 31 Pflichtspiele und erzielte dabei ein Tor. Florenz erreichte in diesem Jahr das Finale der UEFA Europa Conference League, verlor dieses jedoch mit 0:1 gegen Olympiakos Piräus. Lopez kam im Endspiel nicht zum Einsatz.

#### Rückkehr nach Frankreich (seit 2024)
Ende August 2024 verließ er Italien und schloss sich dem französischen Zweitligisten Paris FC an, bei dem sein Bruder Julien Lopez bereits seit 2017 spielte. In Paris war Lopez von Beginn an in der Startelf gesetzt und stieg mit dem Verein am Ende der Saison 2024/25 in die Ligue 1 auf. Außerdem wurde er für seine Leistungen in dieser Spielzeit von der französische Fußballspieler-Gewerkschaft UNFP in das Team des Jahres der Ligue 2 berufen.

### Nationalmannschaft
Am 4. November 2016 wurde er erstmals in die französische U20-Nationalmannschaft einberufen und debütierte für die Auswahlmannschaft am 14. November 2016 beim Freundschaftsspiel gegen die Niederlande. Im Jahr 2017 folgten zwei weitere Einsätze für die U20-Auswahl, bevor er im Juni 2017 beim Testspiel gegen Albanien erstmals für die französische U21-Nationalmannschaft spielte. Von 2017 bis 2019 spielte er insgesamt 12-mal für die U21-Auswahl.

## Erfolge und Auszeichnungen
- Aufstieg in die Ligue 1: 2024/25 (Paris FC)
- Spieler des Monats der Ligue 1: Dezember 2016
- Berufung in das Team des Jahres der Ligue 2: 2024/25[9]

## Persönliches
Lopez wurde in Marseille geboren und ist der Sohn einer algerischen Mutter und eines spanischen Vaters. Sein älterer Bruder Julien Lopez ist ebenfalls Profifußballer.